# Conseils de l'Ordre des professions médicales (Algérie)
En Algérie, les Conseils de l'Ordre des médecins, des pharmaciens et des chirurgiens dentistes, sont des organismes professionnels, administratifs et juridictionnels de défense et de régulation de ces professions, leur rôle principal est de faire respecter le code de déontologie médicale.
Ils sont organisés sur un plan régional et national avec des sections ordinales qui concernent chaque profession séparément et des conseils de déontologie regroupant les trois professions.

## Histoire
Avant 1962 le code de la déontologie médicale français s'appliquait en Algérie. Au lendemain de l’indépendance, à partir de l’année 1963, création d’un bureau de surveillance des professions médicales constitué par les quelques médecins algériens.
Le 17 juillet 1971, tenue à Alger de la conférence nationale constitutive de l’Union Médicale Algérienne (UMA), avec prise en charge des problèmes liés à la déontologie médicale en Algérie.
Le 23 octobre 1976, naissance du 1er code de la santé publique algérien et du 1er code algérien de la déontologie médicale.
Le 16 février 1985, promulgation de la loi 85-05 relative à la protection et à la promotion de la santé abrogeant le code de santé publique et le code de déontologie médicale du 23 octobre 1976.
En juillet 1990, profitant du vent d’émancipation induit par les événements d’Octobre 1988, promulgation de la loi 90-17 modifiant et complétant la loi du 16 février 1985 N° 85/05 relative à la promotion de la santé dans les articles 9, 267 alinéa 1 et Art 267 alinéa 2 « Création du conseil national de déontologie médicale constitué de ses 3 sections ordinales nationales. »
Le 6 juillet 1992, le Décret exécutif n°92-276 portant code de déontologie médicale a vu le jour. 
Le 28 avril 1993, les premières élections ordinales régionales ont eu lieu, mais elles seront annulées par un arrêt de la cour suprême en mai 1994. Le 12 février 1998, les élections sont relancées conformément à l’article 226 du code de déontologie médicale.

## Inscription
Les sections ordinales régionales (SOR) et nationales (SON) doivent établir et tenir à jour un Tableau auquel ne peuvent être inscrits que les médecins, les chirurgiens dentistes, les pharmaciens remplissant les conditions légales requises.
Nul ne peut exercer la profession de médecin, de chirurgien dentiste, de pharmacien en Algérie s’il n’est pas inscrit au Tableau, sous peine d’encourir les sanctions prévues par la loi. Cette disposition ne s’applique pas toutefois aux médecins, chirurgiens dentistes, aux pharmaciens en activité dans les services de la santé militaire (article 204 du décret exécutif 92-276).

## Structures

### Sections ordinales régionales (SOR)
Appelés communément Conseil régional de l'Ordre (des médecins, des chirurgiens dentistes, des pharmaciens), les membres des sections ordinales sont élus pour une durée de quatre (04) ans renouvelables par moitié tous les deux (02) ans. Ils sont rééligibles. Sont éligibles aux sections régionales, les médecins, chirurgiens dentistes et pharmaciens âgés de 35 ans au moins, inscrit au tableau depuis 5 ans au moins et n’ayant pas encouru de peine infamante.
Les organes du Conseil régional sont :
1. l’Assemblée Générale composée des membres des sections ordinales régionales qui le composent ;
2. le Bureau régional composé des présidents et d’un membre élu de chaque section ordinale, le membre élu est du secteur public quand le président de la section ordinale est du secteur privé et vice-versa.

Il existe 12 conseils régionaux :
1. Conseil régional d’Alger : wilaya d’Alger ;
2. Conseil régional d’Oran : wilayas d’Oran, Mostaganem et de Mascara ;
3. Conseil régional de Constantine : wilayas de Constantine, Mila, Jijel et d'Oum el Bouaghi ;
4. Conseil régional de Annaba : wilayas de Annaba, Skikda, El Tarf, Guelma et de Souk Ahras ;
5. Conseil régional de Blida : wilayas de Blida, Tipasa, Médéa et de Djelfa ;
6. Conseil régional de Tizi Ouzou : wilayas de Tizi Ouzou, Béjaia, Bouira et de Boumerdès ;
7. Conseil régional de Tlemcen : wilayas de Tlemcen, Ain Temouchent, Saida et de Sidi Bel Abbès ;
8. Conseil régional de Batna : wilaya de Batna, Biskra, El Oued, Khenchela et de Tébessa ;
9. Conseil régional de Sétif : Wilaya de Sétif , de M’sila et de Bordj Bou Arrerridj ;
10. Conseil régional de Chlef : wilayas de Chlef, Ain Defla, Relizane, Tiaret et de Tissemsilt ;
11. Conseil régional de Ghardaïa : wilayas de Ghardaïa, Laghouat, Tamanrasset et d'Illizi ;
12. Conseil régional de Béchar : wilayas de Béchar, Adrar, El Bayadh, Naama et de Tindouf.

#### SOR des médecins
Le nombre des membres de la section ordinale régionale des médecins est selon le nombre de médecins inscrits au dernier tableau fixé comme suit :
1. 0 à 1000 : 12 membres ;
2. 1001 à 2500 : 24 membres ;
3. plus de 2501 : 36 membres.

La section ordinale élit, en son sein, un président et un bureau. Le bureau est composé :
1. d’un président ;
2. d’un vice président ;
3. d’un secrétaire général ;
4. d’un trésorier ;
5. de deux assesseurs.

Les sièges de la section ordinale des médecins sont répartis comme suit : 50 % secteur privé, 50 % secteur public.
Chaque wilaya doit être représentée par, au moins, un membre au niveau de la section ordinale des médecins.

#### SOR des chirurgiens dentistes
Le nombre des membres de la section ordinale des chirurgiens dentistes est selon le nombre de chirurgiens dentistes inscrit au dernier tableau, fixé comme suit :
1. 0 à 400 membres : 12 membres ;
2. 401 et plus : 24 membres.

La section ordinale élit, en son sein, un président et un bureau. Le bureau est composé :
1. d’un président ;
2. d’un vice président ;
3. d’un secrétaire général ;
4. d’un trésorier ;
5. de deux assesseurs.

Chaque wilaya doit être représentée par, au moins, un membre au niveau de la section ordinale des chirurgiens dentistes.

#### SOR des pharmaciens
Les pharmaciens inscrits au tableau sont groupés en catégories en fonction du mode d’exercice :
- catégorie 1 : pharmaciens d’officine ;
- catégorie 2 : pharmaciens distributeurs, gérants assistants et remplaçants ;
- catégorie 3 : pharmaciens d’industrie ;
- catégorie 4 : pharmaciens des hôpitaux ;
- catégorie 5 : pharmaciens biologistes ;
- catégorie 6 : pharmaciens hospitalo-universitaires.

Le nombre des membres titulaires de la section ordinale des pharmaciens est fixé comme suit :
- région d’Alger : 36 membres élus à raison de 6 membres par catégorie ;
- régions d’Oran, Constantine, Annaba, Tlemcen, Tizi-Ouzou, Blida : 24 membres à raison de 4 membres par catégorie ;
- régions de Chlef, Sétif, Batna, Ghardaïa, Béchar : 12 membres à raison de 2 membres par catégorie.

### Conseils régionaux de déontologie médicale (CRDM)
Les membres des sections ordinales régionales (SOR) composent l’Assemblée générale du conseil régional de déontologie médicale (CRDM), sous réserve de la présentation de chaque wilaya.
Le bureau régional est composé des présidents et d’un membre élu de chaque SOR. Le membre élu est du secteur public quand le président est du secteur privé et vice versa.

### Sections ordinales nationales (SON)
Appelés communément Conseil national de l'Ordre (des médecins, des chirurgiens dentistes, des pharmaciens). L’Assemblée générale de chaque section ordinale nationale (SON) est composée des membres des SOR correspondantes. Elle se réunit en session ordinale, une fois par an, et en session extraordinaire, chaque fois que de besoin.
Elle élit en son sein, les membres de la section ordinale nationale.

#### Section ordinale nationale des médecins
La section ordinale des médecins comprend 48 membres titulaires.
Les sièges sont répartis comme suit : 50 % secteur privé, 50 % secteur public.
La section ordinale nationale des médecins élit en leur sein, un bureau qui comprend :
1. le président ;
2. 4 vice-présidents ;
3. un secrétaire général ;
4. un secrétaire général adjoint ;
5. un trésorier ;
6. trois assesseurs.

il est créé, au sein de la section ordinale nationale, cinq commissions :
1. commission déontologie ;
2. commission exercice de la profession et qualification ;
3. commission sociale et des finances ;
4. commission démographie médicale, statistiques ;
5. commission discipline.

#### Section ordinale nationale des chirurgiens dentistes
La section ordinale des chirurgiens dentistes comprend 36 membres titulaires.
Les sièges sont répartis comme suit : 50 % secteur privé, 50 % secteur public.
La section ordinale nationale des chirurgiens dentistes élit en leur sein, un bureau qui comprend :
1. le président ;
2. 4 vice-présidents ;
3. un secrétaire général ;
4. un secrétaire général adjoint ;
5. un trésorier ;
6. trois assesseurs.

#### Section ordinale nationale des pharmaciens
La section ordinale nationale des pharmaciens est composée de 36 membres à raison de six membres par catégorie.
La section ordinale nationale des pharmacien élit en leur sein, un bureau qui comprend :
1. le président ;
2. 5 vice-présidents ;
3. un secrétaire général ;
4. un secrétaire général adjoint ;
5. un trésorier ;
6. un trésorier adjoint ;
7. deux assesseurs.

### Conseil national de déontologie médicale (CNDM)
Le Conseil national de déontologie médicale (CNDM) a son siège à Alger.
Les organes du CNDM sont :
1. L’Assemblée générale composée de tous les membres des sections ordinales nationales, des médecins, des chirurgiens dentistes et des pharmaciens ;
2. Le Conseil composé des membres des bureaux des sections ordinales nationales des médecins, des chirurgiens dentistes et pharmaciens ;
3. Le Bureau composé des présidents et d’un membre élu de chaque section ordinale. Le membre élu est du secteur public quand le président est du secteur privé et vice-versa.

La présidence du CNDM est assurée à tour de rôle et à durée égale par les présidents des trois sections ordinales nationales. Les deux présidents des sections ordinales nationales n’assumant pas la présidence sont vice-présidents du CNDM.

## Rôles
Les sections ordinales (régionales et nationales) veillent au respect par tous leurs membres des règles de déontologie. En plus, elles assurent la défense de l’honneur, la dignité et l’indépendance des professions médicales ; elles peuvent organiser toute œuvre d’entraide au bénéfice de ses membres ou de leurs ayants droit ; elles sont les interlocuteurs et les conseillers naturels des pouvoirs publics ; elles formulent des avis sur les projets de lois et règlements relatifs aux professions médicales.
Le CRDM est compétent au niveau de sa région pour toutes les questions d’intérêt commun aux trois sections ordinales qui le composent. Il exerce le pouvoir disciplinaire à travers les sections ordinales régionales qui le composent.
Le CNDM est compétent pour toutes les questions d’intérêt commun aux médecins, chirurgiens dentistes et pharmaciens concernant la déontologie médicale. En plus, Il gère le patrimoine ; Il este en justice ; Il fixe le montant et les modalités d’utilisation de la cotisation annuelle ; Il exerce le pouvoir disciplinaire à travers les sections ordinales qui le composent.